# Maciej Męclewski
Maciej Męclewski (ur. 1945, zm. 12 listopada 2008) – polski menedżer, absolwent Wydziału Architektury Politechniki Warszawskiej.

## Chronologia
- 1973–1979 – Miejskie Biuro Projektów "WAR-CENT" w Warszawie
- 1979–2002 – Polimex-Cekop S.A.
  - 1991–2002 – prezes zarządu
- 2002–2004 – prezes zarządu - dyrektor generalny PKP S.A.